# L'isola della paura (film)
L'isola della paura (Bear Island) è un film anglo-canadese del 1979 diretto da Don Sharp, basato sul romanzo L'isola degli orsi di Alistair MacLean.

## Trama
I componenti di una spedizione scientifica internazionale si recano nella base abbandonata della seconda guerra mondiale, situata nell'Artico, sull'isola detta Isola degli orsi.
A causa di un bottino nascosto, i membri della spedizione vengono assassinati a uno a uno.

## Produzione
Mentre gli interni furono girati negli Pinewood Studios fuori Londra, le scene in esterno sono state girate a Stewart, Columbia Britannica e nel Parco nazionale di Glacier Bay in Alaska, che presentano un paesaggio molto più drammatico rispetto a quello offerto dalla reale Isola degli Orsi.
Secondo quanto rivelato dal libro  The Hollywood Hall of Shame è stato il film più costoso mai realizzato in Canada fino ad allora.

## Versioni
La versione italiana del film ha la durata di 97 minuti e presenta tra le scene tagliate alcune fondamentali per lo svolgimento della trama.
Una versione inglese editata in VHS dalla RCA/Columbia ha la durata di 107 minuti.